# PMFC Stadion
A PMFC Stadion Pécs legnagyobb labdarúgóarénája, 10 000 néző befogadására képes. Hazai klubja, a Pécsi Mecsek FC, mely a 2023/24-es szezonban az NB II-ben játszik. A város legnagyobb stadionja modernnek alig nevezhető, 2003-ig mesterséges megvilágítása sem volt, jelenleg sem felel meg az MLSZ kritériumainak. Mivel a stadion annyira korszerűtlen, hogy Újmecsekalján csak az MLSZ ideiglenes engedélyével rendezhetnek benne NB II-es mérkőzéseket, egy új stadion építése is felmerült 2020 májusában, Hargitai János a klub egykori elnöke, országgyűlési képviselő, és Orbán Viktor miniszterelnök közti tárgyaláson. A beruházást később, 2021. karácsonyakor elhalasztották. 

## Története
A stadiont 1955-ben adták át, de már előtte is rendeztek a területen hivatalos labdarúgó mérkőzéseket. A PMSC 1975-ben költözött a stadionba a verseny utcai PVSK Stadionból. A két stadion már a hetvenes években is leromlott állapotú volt, és azóta is számos alkalommal a felújítási tervek során vita tárgyát képezte, hogy melyik stadionba érdemes pénzt fektetni.

## Fontosabb mérkőzések
- 1985.10.30 - Magyarország B - Bulgária (3 - 1, nem hivatalos)
- 1986.09.17 - Pécsi Munkás SC - SC Feyenoord (1 - 0, UEFA)
- 1988.06.29 - Pécsi Munkás SC - Grasshopper Club Zürich (0 - 1, Intertotó-kupa)
- 1988.07.02 - Pécsi Munkás SC - Östers IF (2 - 0, Intertotó-kupa)
- 1988.07.06 - Pécsi Munkás SC - Pogon Szczecin (3 - 1, Intertotó-kupa)
- 1990.10.03 - Pécsi Munkás SC - Manchester United FC (0 - 1, KEK)
- 1991.10.02 - Pécsi Munkás SC - VfB Stuttgart (2 - 2, UEFA)

### Válogatott mérkőzések a stadionban
| Dátum          | Kiírás     | Ellenfél     | Eredmény | Nézőszám |
| -------------- | ---------- | ------------ | -------- | -------- |
| 2002. május 8. | Barátságos | Horvátország | 0-2      | 10.000   |

## Megközelítése
A stadion a Stadion u. 2. szám alatt helyezkedik el, a Pécsi Tudományegyetem Szántó kollégiuma mögött, illetve a Szigeti út alatt.
- Helyi buszokkal több megállóhely is szóba jöhet:
  - 23Y, 24-es járatokkal a Nendtvich Andor út, Ybl Miklós utca megállónál leszállva
  - 25-ös, 26-os, 27-es, 27Y, 28-as, 28A, 28Y és 29-es járatokkal: Szigeti út, Szántó Kovács János utca megállónál leszállva a Stadionhoz jutunk,
- Vonattal érkezők használhatják a 4-es, 4Y, 104-es, 104A, 104E, 104Y, 21-es, 21A és 121-es buszokat használva a pályaudvartól Uránvárosig, amikkel a Mecsek Áruháznál kell leszállni.